# Anna Nghipondoka

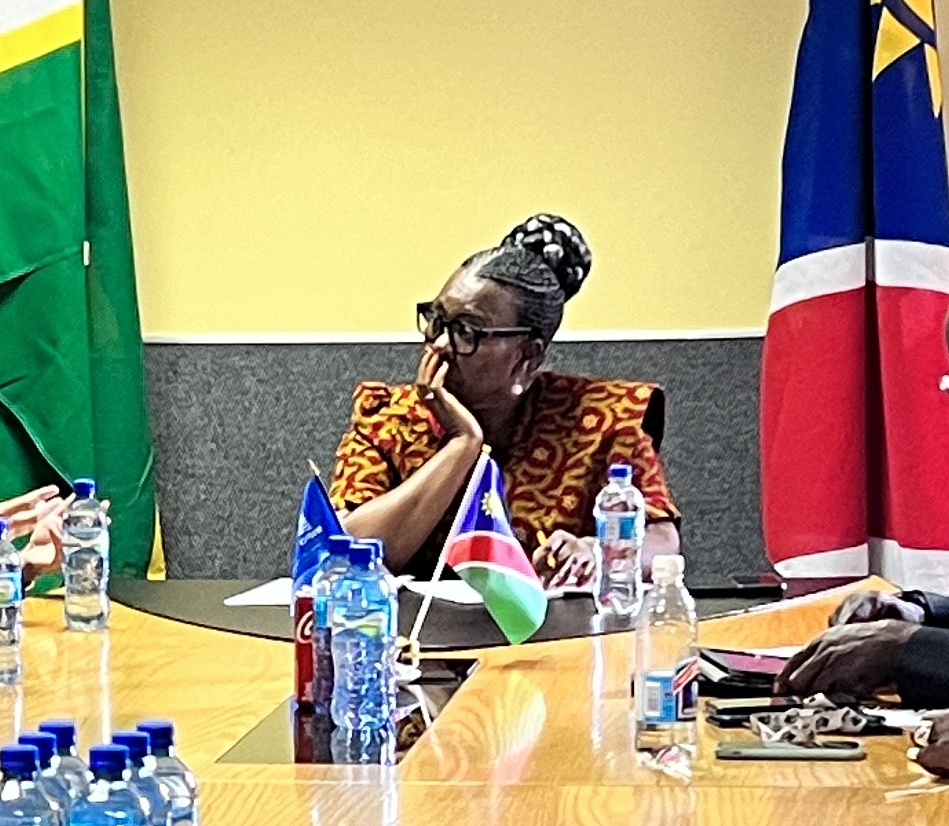
Nghipondoka (2023)

Ester-Anna-Liisa Shiwomwenyo Nghipondoka (* 13. Juni 1957 in Ohakweenyanga, Südwestafrika) ist eine namibische Politikerin der SWAPO. Sie war vom 23. März 2020 bis 22. März 2025 Ministerin für Bildung, Kunst und Kultur. Zuvor war sie in gleichem Ministerium Vizeministerin.
Nghipondoka hält einen Bachelor und Master in Bildung sowie einen Bachelor in Kunst.